# Rodésia do Sul
Rodésia do Sul foi uma colónia britânica situada a norte do Rio Limpopo e da União Sul-Africana que existiu na África austral, de jure, entre 1923 e 1980, e de facto por dois períodos: entre 1888 e 1965, e entre 1979 e 1980. Após 1980, tornou-se independente e deu origem ao atual Zimbábue.
A Rodésia do Sul surgiu em 1888 quando Cecil Rhodes conseguiu direitos de mineração na região para a Companhia Britânica da África do Sul, como a Concessão Rudd e o Tratado Moffat, assinado com o rei Lobengula do Reino Mutuacazi dos matabeles. A colónia chegou a englobar também a Rodésia do Norte (atual Zâmbia), que se separou, tornando-se um protectorado em 1910.
O Reino Unido revogou a concessão da Companhia Britânica e anexou a Rodésia do Sul em 12 de setembro de 1923. Pouco depois da anexação, em 1 de outubro de 1923, a primeira constituição da nova Colônia da Rodésia do Sul entrou em vigor. Sob a nova constituição, a Rodésia do Sul tornou-se uma colônia britânica autônoma, após um referendo de 1922.
Em 1953, mesmo com a oposição dos povos negros, o Reino Unido criou a Federação da Rodésia e Niassalândia, composta pela Rodésia do Norte (atual Zâmbia), Rodésia do Sul (atual Zimbábue) e a Niassalândia (atual Maláui) — entidade administrativa que ficou essencialmente dominada pela minoria branca da Rodésia do Sul. Em 1964, o Reino Unido concedeu a independência à Rodésia do Norte, com o nome de Zâmbia. Mas a Rodésia do Sul se recusou a aceitar iguais condições, em repúdio à política britânica adotada de "nenhuma independência antes do governo majoritário". Ao contrário da Zâmbia e do Maláui, a introdução da democracia multirracial não foi possível pelo obstáculo político, econômico e militar imposto pelos rodesianos do sul de ascendência europeia, que pretendiam continuar a desfrutar do governo minoritário que lhe concedia amplos privilégios em detrimento da esmagadora maioria da população negra. Assim, entre 1965 e 1979, depois da Declaração Unilateral de Independência, aquele território ficou conhecido apenas como Rodésia, um Estado não reconhecido. Posteriormente, foi transformado no Estado não reconhecido de Zimbábue-Rodésia.
O território regressou à condição de colónia britânica em dezembro de 1979 quando o Reino Unido, sob a primeira ministra Margaret Thatcher, assumiu a sua responsabilidade como um domínio e lhe concedeu oficialmente a independência em 18 de abril de 1980 através do Acordo de Lancaster House.